# Cephalanthera gracilis
Cephalanthera gracilis är en orkidéart som beskrevs av Sing Chi Chen och Guang Hua Zhu. Cephalanthera gracilis ingår i släktet skogsliljor, och familjen orkidéer. Inga underarter finns listade i Catalogue of Life.